# Anura Kumara Dissanayake
Anura Kumara Dissanayake (en cingalés: අනුර කුමාර දිසානායක, en tamil: அநுர குமார திசாநாயக்க; Thambuthegama, 24 de noviembre de 1968), también conocido por sus iniciales AKD, es un político marxista de Sri Lanka que se desempeña como presidente de Sri Lanka desde septiembre de 2024, también es el actual líder del partido Janatha Vimukthi Peramuna (Frente de Liberación Popular) (desde 2014) y de la coalición Poder Popular Nacional (desde 2019). Previamente fue miembro del Parlamento por el distrito de Colombo desde 2015 hasta 2024.   
Dissanayake ha estado involucrado con el JVP desde sus días escolares y participó activamente en la política estudiantil en la universidad antes de unirse al politburó del JVP en 1995. Fue miembro del parlamento desde septiembre de 2000, habiendo sido designado a partir de la lista nacional o elegido, Dissanayake se desempeñó como Ministro de Agricultura, Ganadería, Tierras e Irrigación de 2004 a 2005 y Jefe de la Oposición de 2015 a 2018. Fue nombrado líder del JVP en la VII Convención Nacional del partido, celebrada el 2 de febrero de 2014.
Se presentó en 2019 como candidato presidencial y más recientemente fue nombrado como candidato presidencial del Poder Popular Nacional para las elecciones presidenciales de Sri Lanka de 2024, haciendo campaña sobre una plataforma anticorrupción y antisistema.

## Familia, educación y política estudiantil
Dissanayake Mudiyanselage Anura Kumara Dissanayake nació el 24 de noviembre de 1968 en el pueblo de Thambuthegama en el distrito de Anuradhapura, provincia central del norte, Sri Lanka. Su padre era trabajador y su madre era ama de casa, tenía una hermana.
Dissanayake recibió su educación en Thambuthegama Gamini Maha Vidyalaya y el Thambuthegama Central College, convirtiéndose en el primer estudiante del colegio en ingresar a la universidad.
Habiendo estado involucrado en el JVP desde sus días escolares, Dissanayake se unió al JVP en 1987, volviéndose activo en la política estudiantil, participando en actividades políticas a tiempo completo desde 1987, con el inicio de la insurrección del JVP de 1987-1989. Ingresó en la Universidad de Peradeniya y la abandonó unos meses después debido a amenazas. Se trasladó a la Universidad de Kelaniya un año después, en 1992, y se graduó en 1995 con una Licenciatura en Ciencias Físicas.

## Carrera política
Ingresó al parlamento en 2000, tras las elecciones parlamentarias de Sri Lanka de 2000 de la lista nacional del JVP y fue reelegido tras las elecciones parlamentarias de Sri Lanka de 2001. En 2004, el JVP se alió con el Partido de la Libertad de Sri Lanka (SLFP), compitió como parte de la Alianza Unida por la Libertad del Pueblo (UPFA) en las elecciones parlamentarias de 2004 y obtuvo 39 escaños en el parlamento. Dissanayake fue elegido miembro del parlamento por el distrito de Kurunegala de la UPFA y fue designado por el presidente Kumaranatunga como Ministro de Agricultura, Ganadería, Tierras e Irrigación en el gobierno conjunto SLFP-JVP en febrero de 2004. Renunció a su cartera ministerial el 16 de junio de 2005, junto con los demás ministros del JVP, tras la decisión del líder del JVP, Amerasinghe, de abandonar la Alianza para la Libertad del Pueblo Unido en oposición al controvertido mecanismo conjunto del gobierno del presidente Kumaranatunga con los LTTE para la coordinación de la ayuda tras el tsunami en el norte y provincias del este. Se desempeñó como jefe de oposición desde septiembre de 2015 hasta diciembre de 2018.

### Candidato presidencial

#### 2019
El 18 de agosto de 2019, el Poder Popular Nacional, organización política liderada por el JVP, anunció que Dissanayake sería su candidato presidencial en las elecciones presidenciales de 2019. Dissanayake se convirtió en el tercer candidato más exitoso en las elecciones, recibiendo 418.553 votos.

#### 2024
El 29 de agosto de 2023, el PNP anunció que Dissanayake volvería a presentarse a la presidencia en 2024.
Dissanayake ha sido muy crítico con el Gobierno de Sri Lanka y el FMI, afirmando que el FMI sólo quiere rescatar a regímenes corruptos.